# Psorophora pseudoalbipes
Psorophora pseudoalbipes är en tvåvingeart som beskrevs av Duret 1971. Psorophora pseudoalbipes ingår i släktet Psorophora och familjen stickmyggor.
Artens utbredningsområde är Colombia. Inga underarter finns listade i Catalogue of Life.